# Pomór małych przeżuwaczy
Pomór małych przeżuwaczy (PPR) lub księgosusz rzekomy lub zespół zapalenia jamy ustnej, płuc i jelit – choroba zakaźna owiec i kóz oraz nieudomowionych małych przeżuwaczy (istnieje również podejrzenie, że wirus ma zdolność atakowania wielbłądów) wywoływana przez wirusa z rodzaju Morbillivirus z rodziny paramyksowirusów. Nazwa księgosusz rzekomy powstała ze względu na bardzo zbliżone objawy do księgosuszu, aczkolwiek podobne objawy dają również inne choroby przeżuwaczy takie jak: pryszczyca i choroba niebieskiego języka.

## Występowanie
Po raz pierwszy została odnotowana w roku 1942 w Afryce, na Wybrzeżu Kości Słoniowej. Jednakże podobne objawy u owiec i kóz pojawiały się na terenie całej Afryki w ówczesnym czasie.
Obecnie występuje w Afryce, na Bliskim Wschodzie, w południowej części Azji oraz na Półwyspie Arabskim. W czerwcu 2018 roku choroba została stwierdzona na terenie Bułgarii.

## Objawy
Choroba charakteryzuje się wysoką temperaturą ciała (41 °C), która utrzymuje się nawet 3–5 dni, martwiczym zapaleniem jamy ustnej (szarobiałe guzki wielkości główki od szpilki) oraz płuc, zapaleniem jelit, surowiczo-ropnym zapaleniem spojówek.
Ponadto wśród objawów można zaobserwować suchość śluzawicy, strupy wysiękowe w okolicach nozdrzy.
Pod koniec choroby na skórze mogą pojawiać się guzowate zmiany wokół śluzawicy.

## Rozpoznawanie
Nosicielami choroby może być bydło oraz świnie, które nie wykazują objawów chorobowych, ale mają zdolność zarażenia owiec i kóz. Najbardziej podatne na zarażenie są zwierzęta w wieku 3 –18 miesięcy.
Rozpoznanie choroby jest możliwe na podstawie analizy sytuacji epidemiologicznej, wywiadu oraz objawów klinicznych.
Do badań laboratoryjnych pobiera się wymazy z worka spojówkowego, jamy ustnej, jamy nosowej oraz odbytu.
Najczęściej stosowane w diagnostyce są testy: test seroneutralizacji wirusa, cELISA, odczyn precypitacji w żelu agarowym, odczyn immunofluorescencji pośredniej.

## Postępowanie
Brak jest leczenia. W Unii Europejskiej choroba zwalczana z urzędu, za który odpowiada inspekcja weterynaryjna.
Choroba podlega zakazowi szczepień.
Istnieje zakaz importu zwierząt z terenów występowania pomoru małych przeżuwaczy.